# Rauhenberg See
Rauhenberg See är en sjö i Österrike.   Den ligger i förbundslandet Steiermark, i den centrala delen av landet, 220 km sydväst om huvudstaden Wien. Rauhenberg See ligger 2 317 meter över havet.
Trakten runt Rauhenberg See består i huvudsak av gräsmarker. Runt Rauhenberg See är det ganska glesbefolkat, med 21 invånare per kvadratkilometer.